# Cucullia argentinoides
Cucullia argentinoides är en fjärilsart som beskrevs av Charles E. Rungs 1967. Cucullia argentinoides ingår i släktet Cucullia och familjen nattflyn. Inga underarter finns listade i Catalogue of Life.